# Люлли (Ижевск)
Люлли — упразднённая деревня в Городском округе Ижевск, ныне микрорайон в составе Первомайского района Ижевска.

## География
Располагается в 13 км от центра города. Через деревню протекает речка Люллинка, приток Позими. На речке образован пруд и природный парк «Люллинская жемчужина».

## История
Первое упоминание поч. Люлле относят к списку населенных мест Вятской губернии 1802 года. В материалах по статистике Вятской губернии 1884—1893 годов отмечено, что первые переселенцы, основавшие деревню, приехали из села Завьялова на вырубку леса, принадлежавшего тогда артиллерийскому ведомству».
В 1924 году деревня включена в новообразованный Завьяловский сельсовет. С 1929 года в Новочультемском сельсовете. С 1955 года вновь в Завьяловском сельсовете. С 1959 года в Старокенском сельсовете.
В 1931 в деревне образован колхоз «Путь Ленина», в 1959 присоединён к колхозу «Родина» Старокенского сельсовета.
В 1990-х деревня была включена в состав Ижевска.

## Транспорт
- Автобус № 6[9]